# Natação nos Jogos Europeus de 2015 - 200 m peito masculino
A competição dos 200 metros peito masculino foi um dos eventos da natação nos Jogos Europeus de 2015, em Baku, no Azerbaijão. Foi disputada no Centro Aquático de Baku nos dias 23 e 24 de junho.

## Calendário
Horário de verão do Azerbaijão (UTC+5).
| Data        | Horário | Fase         |
| ----------- | ------- | ------------ |
| 23 de junho | 11:20   | Eliminatória |
| 23 de junho | 17:52   | Semifinal    |
| 24 de junho | 18:27   | Final        |

## Medalhistas
| Ouro   | RUS Anton Chupkov    |
| Prata  | RUS Kirill Mordashev |
| Bronze | GBR Luke Davies      |

## Recordes
Antes desta competição, os recordes mundiais e dos jogos europeus dessa prova eram os seguintes:
| Tipo                       | Atleta                | Tempo   | Local | Data                   |
| -------------------------- | --------------------- | ------- | ----- | ---------------------- |
|                            | JPN Akihiro Yamaguchi | 2m07s01 | Gifu  | 15 de setembro de 2012 |
| Recorde dos Jogos Europeus | Não estabelecido      | –       |       |                        |

Os seguintes recordes mundiais ou dos jogos europeus foram estabelecidos durante esta competição:
| Data        | Evento    | Nome          | Nacionalidade | Tempo   | Notas                      |
| ----------- | --------- | ------------- | ------------- | ------- | -------------------------- |
| 23 de junho | Semifinal | Anton Chupkov | Rússia        | 2:10.69 | Recorde dos Jogos Europeus |

## Resultados

### Eliminatórias
A eliminatória foi realizada no dia 23 de junho. 
| Pos. | Bateria | Raia | Nadador                  | Nacionalidade    | Tempo   | Notas |
| ---- | ------- | ---- | ------------------------ | ---------------- | ------- | ----- |
| 1    | 4       | 4    | Anton Chupkov            | RUS Rússia       | 2:11.52 | Q,    |
| 2    | 4       | 5    | Luke Davies              | GBR Grã-Bretanha | 2:12.75 | Q     |
| 3    | 2       | 4    | Kirill Mordashev         | RUS Rússia       | 2:13.20 | Q     |
| 4    | 3       | 4    | Arkadii Grigorev         | RUS Rússia       | 2:14.29 |       |
| 5    | 4       | 3    | Egor Suchkov             | RUS Rússia       | 2:14.58 |       |
| 6    | 3       | 5    | Charlie Attwood          | GBR Grã-Bretanha | 2:14.78 | Q     |
| 7    | 2       | 5    | Basten Caerts            | BEL Bélgica      | 2:15.47 | Q     |
| 8    | 3       | 2    | Iliya Gladishev          | ISR Israel       | 2:16.78 | Q     |
| 9    | 3       | 3    | Jacques Läuffer          | SUI Suíça        | 2:17.00 | Q     |
| 10   | 2       | 3    | Konstantinos Meretsolias | GRE Grécia       | 2:17.06 | Q     |
| 11   | 3       | 6    | Andrius Šidlauskas       | LTU Lituânia     | 2:17.37 | Q     |
| 12   | 4       | 6    | Daniils Bobrovs          | LAT Letônia      | 2:17.47 | Q     |
| 13   | 4       | 2    | Jacek Arentewicz         | POL Polônia      | 2:17.77 | Q     |
| 14   | 3       | 7    | Christopher Rothbauer    | AUT Áustria      | 2:18.12 | Q     |
| 15   | 4       | 7    | Paulius Grigaliūnas      | LTU Lituânia     | 2:18.20 | Q     |
| 16   | 2       | 2    | Máté Kutasi              | HUN Hungria      | 2:19.23 | Q     |
| 17   | 4       | 8    | Anton Jeltyakov          | AZE Azerbaijão   | 2:19.38 | Q     |
| 18   | 2       | 7    | Dominik Hitzinger        | AUT Áustria      | 2:19.72 | DES   |
| 18   | 3       | 0    | Richárd Miksi            | HUN Hungria      | 2:19.72 | DES   |
| 20   | 2       | 6    | Leo Schmidt              | GER Alemanha     | 2:20.05 |       |
| 21   | 3       | 1    | Anton Prakopau           | BLR Bielorrússia | 2:20.09 |       |
| 22   | 4       | 9    | Tobias Bjerg             | DEN Dinamarca    | 2:20.12 |       |
| 23   | 4       | 1    | Nico Perner              | GER Alemanha     | 2:20.14 |       |
| 24   | 3       | 8    | Edvinas Mažintas         | LTU Lituânia     | 2:21.19 |       |
| 25   | 2       | 1    | Mads Henry Steinland     | NOR Noruega      | 2:21.87 |       |
| 26   | 2       | 0    | Igor Proskura            | UKR Ucrânia      | 2:21.99 |       |
| 27   | 4       | 0    | Federico Poggio          | ITA Itália       | 2:23.33 |       |
| 28   | 3       | 9    | Teodor Widerberg         | SWE Suécia       | 2:23.75 |       |
| 29   | 2       | 9    | Matthew Tsenkov          | BUL Bulgária     | 2:25.69 |       |
| 30   | 1       | 4    | Andrew Moore             | IRL Irlanda      | 2:26.16 |       |
| 31   | 1       | 3    | Yevgen Kurkin            | UKR Ucrânia      | 2:26.39 |       |
| 32   | 2       | 8    | Nico Spahn               | SUI Suíça        | 2:26.99 |       |
| 33   | 1       | 5    | Maksim Akavantsev        | EST Estônia      | 2:30.07 |       |

### Desempate
Uma prova extra foi disputada dia 23 de junho às 12:36 para  a definição do último semifinalista. 
| Pos. | Raia | Nadador           | Nacionalidade | Tempo   | Notas |
| ---- | ---- | ----------------- | ------------- | ------- | ----- |
| 1    | 5    | Richárd Miksi     | HUN Hungria   | 2:20.47 | Q     |
| 2    | 4    | Dominik Hitzinger | AUT Áustria   | 2:21.38 |       |

### Semifinal
A semifinal foi realizada no dia 23 de junho.

#### Semifinal 1
| Pos. | Raia | Nadador                  | Nacionalidade    | Tempo   | Notas |
| ---- | ---- | ------------------------ | ---------------- | ------- | ----- |
| 1    | 4    | Luke Davies              | GBR Grã-Bretanha | 2:13.45 | Q     |
| 2    | 5    | Charlie Attwood          | GBR Grã-Bretanha | 2:14.75 | Q     |
| 3    | 6    | Konstantinos Meretsolias | GRE Grécia       | 2:15.24 | q     |
| 4    | 2    | Daniils Bobrovs          | LAT Letônia      | 2:16.00 | q     |
| 5    | 1    | Máté Kutasi              | HUN Hungria      | 2:17.56 |       |
| 6    | 7    | Christopher Rothbauer    | AUT Áustria      | 2:19.43 |       |
| 7    | 8    | Richárd Miksi            | HUN Hungria      | 2:19.96 |       |
| 8    | 3    | Iliya Gladishev          | ISR Israel       | DSQ     |       |

#### Semifinal 2
| Pos. | Raia | Nadador             | Nacionalidade  | Tempo   | Notas |
| ---- | ---- | ------------------- | -------------- | ------- | ----- |
| 1    | 4    | Anton Chupkov       | RUS Rússia     | 2:10.69 | Q,    |
| 2    | 5    | Kirill Mordashev    | RUS Rússia     | 2:13.29 | Q     |
| 3    | 7    | Jacek Arentewicz    | POL Polônia    | 2:13.62 | q     |
| 4    | 3    | Basten Caerts       | BEL Bélgica    | 2:13.76 | q     |
| 5    | 1    | Paulius Grigaliūnas | LTU Lituânia   | 2:16.39 |       |
| 6    | 2    | Andrius Šidlauskas  | LTU Lituânia   | 2:16.44 |       |
| 7    | 6    | Jacques Läuffer     | SUI Suíça      | 2:16.89 |       |
| 8    | 8    | Anton Jeltyakov     | AZE Azerbaijão | 2:18.79 |       |

### Final
A final foi realizada no dia 24 de junho.
| Pos.              | Raia | Nadador                  | Nacionalidade    | Tempo   | Notas |
| ----------------- | ---- | ------------------------ | ---------------- | ------- | ----- |
| Medalha de ouro   | 4    | Anton Chupkov            | RUS Rússia       | 2:10.85 |       |
| Medalha de prata  | 5    | Kirill Mordashev         | RUS Rússia       | 2:12.94 |       |
| Medalha de bronze | 3    | Luke Davies              | GBR Grã-Bretanha | 2:13.45 |       |
| 4                 | 7    | Charlie Attwood          | GBR Grã-Bretanha | 2:13.62 |       |
| 5                 | 6    | Jacek Arentewicz         | POL Polônia      | 2:14.12 |       |
| 6                 | 2    | Basten Caerts            | BEL Bélgica      | 2:14.20 |       |
| 7                 | 8    | Daniils Bobrovs          | LAT Letônia      | 2:14.29 |       |
| 8                 | 1    | Konstantinos Meretsolias | GRE Grécia       | 2:16.36 |       |

Legenda
| Recorde mundial            | Recorde mundial (World record)                     |                       | Recorde africano                      | Recorde africano (African) |                                           | Q | Classificado por posição (Qualified) |
| Recorde dos Jogos Europeus | Recorde dos Jogos Europeus (European Games record) | Recorde da América    | Recorde da América (Americas)         | q                          | Classificado por melhor tempo (Qualified) |   |                                      |
| Melhor marca do ano        | Melhor marca do ano (World leading)                | Recorde asiático      | Recorde asiático (Asian)              | DNS                        | Não largou (Did not start)                |   |                                      |
| Recorde nacional           | Recorde nacional (National record)                 | Recorde europeu       | Recorde europeu (European)            | DNF                        | Não terminou (Did not finish)             |   |                                      |
| Recorde pessoal            | Recorde pessoal do atleta (Personal best)          | Recorde da Oceania    | Recorde da Oceania (Oceania)          | DSQ / DQ                   | Desclassificado (Disqualified)            |   |                                      |
| Recorde da temporada       | Recorde da temporada do atleta (Season best)       | Recorde sul-americano | Recorde sul-americano (South America) | NM                         | Sem marca (No mark)                       |   |                                      |